# Campbell Range (Tasmanien)
Die Campbell Range ist ein kleines Gebirge im Nordwesten des australischen Bundesstaates Tasmanien. Die Gebirgskette ist ein Teil der Great Dividing Range und befindet sich ca. 30 km südwestlich von Wynyard und verläuft von Nordwesten nach Südosten.
Die höchsten Erhebungen erreichen Höhen von ca. 485 m.

## Flüsse
Der Flowerdale River, der Rattler River und der Jessie River entspringen im Südostteil der Campbell Range. Der Arthur River verläuft entlang ihrer Südwestflanke.